# Hanse-Express
| Eine Hanse-Express-Garnitur fährt in den Hamburger Hauptbahnhof ein |                                                     |                        |                       |
| |                                                     |                        |                       |
| Kursbuchstrecke (DB): | 100, 190                                            |                        |                       |
| Streckengeschwindigkeit: | 160 km/h                                            |                        |                       |
| |                                                     |                        |                       |
| Bundesland: | Hamburg, Schleswig-Holstein, Mecklenburg-Vorpommern |                        |                       |
| Zuglauf |                                                     |                        |                       |
| \| \| \| Hamburg Hbf \| ICE, IC, EC \| \| \| \| Hamburg-Bergedorf \| IC, EC \| \| \| \| Schwarzenbek \| \| \| \| \| Müssen \| \| \| \| \| Büchen \| IC, EC \| \| \| \| Schwanheide \| \| \| \| \| Boizenburg/Elbe \| \| \| \| \| Brahlstorf \| \| \| \| \| Pritzier \| \| \| \| \| Hagenow Land \| \| \| \| \| Schwerin-Süd \| \| \| \| \| Schwerin-Mitte \| \| \| \| \| Schwerin Hbf \| ICE, IC \| \| \| \| Bad Kleinen \| ICE, IC \| \| \| \| Ventschow \| \| \| \| \| Blankenberg (Meckl) \| \| \| \| \| Bützow \| ICE, IC \| \| \| \| Schwaan \| \| \| \| \| Rostock Hbf \| ICE, IC \| \| \| \| Rövershagen \| \| \| \| \| Gelbensande \| \| \| \| \| Ribnitz-Damgarten West \| ICE, IC \| \| \| \| Ribnitz-Damgarten Ost \| \| \| \| \| Altenwillershagen \| \| \| \| \| Buchenhorst \| \| \| \| \| Velgast \| ICE, IC \| \| \| \| Martensdorf \| \| \| \| \| Stralsund Grünhufe \| \| \| \| \| Stralsund Hbf \| ICE, IC \| \| \| \| Stralsund Rügendamm \| \| \| \| \| Altefähr \| \| \| \| \| Rambin (Rügen) \| \| \| \| \| Samtens \| \| \| \| \| Teschenhagen \| \| \| \| \| Bergen auf Rügen \| ICE, IC \| \| \| \| Lietzow (Rügen) \| \| \| \| \| \| \| \| \| \| Prora \| \| \| \| \| Prora Ost \| \| \| \| \| Ostseebad Binz \| ICE, IC \| \| \| \| Sagard \| \| \| \| \| Lancken \| \| \| \| \| Sassnitz \| \| |                                                     |                        |                       |
| |                                                     | Hamburg Hbf            | ICE, IC, EC           |
| Bahnhof mit S-Bahn-Halt |                                                     | Hamburg-Bergedorf      | IC, EC                |
| Bahnhof |                                                     | Schwarzenbek           | Schwarzenbek          |
| Haltepunkt / Haltestelle |                                                     | Müssen                 | Müssen                |
| Bahnhof |                                                     | Büchen                 | IC, EC                |
| Haltepunkt / Haltestelle |                                                     | Schwanheide            | Schwanheide           |
| Bahnhof |                                                     | Boizenburg/Elbe        | Boizenburg/Elbe       |
| Bahnhof |                                                     | Brahlstorf             | Brahlstorf            |
| Bahnhof |                                                     | Pritzier               | Pritzier              |
| Bahnhof |                                                     | Hagenow Land           | Hagenow Land          |
| Haltepunkt / Haltestelle |                                                     | Schwerin-Süd           | Schwerin-Süd          |
| Haltepunkt / Haltestelle |                                                     | Schwerin-Mitte         | Schwerin-Mitte        |
| Bahnhof |                                                     | Schwerin Hbf           | ICE, IC               |
| Bahnhof |                                                     | Bad Kleinen            | ICE, IC               |
| Bahnhof |                                                     | Ventschow              | Ventschow             |
| Bahnhof |                                                     | Blankenberg (Meckl)    | Blankenberg (Meckl)   |
| Bahnhof |                                                     | Bützow                 | ICE, IC               |
| Bahnhof |                                                     | Schwaan                | Schwaan               |
| Kopfbahnhof Streckenende · Kopfbahnhof Streckenanfang |                                                     | Rostock Hbf            | ICE, IC               |
| Bahnhof |                                                     | Rövershagen            | Rövershagen           |
| Bahnhof |                                                     | Gelbensande            | Gelbensande           |
| Bahnhof |                                                     | Ribnitz-Damgarten West | ICE, IC               |
| Bahnhof |                                                     | Ribnitz-Damgarten Ost  | Ribnitz-Damgarten Ost |
| Bahnhof |                                                     | Altenwillershagen      | Altenwillershagen     |
| Bahnhof |                                                     | Buchenhorst            | Buchenhorst           |
| Bahnhof |                                                     | Velgast                | ICE, IC               |
| Bahnhof |                                                     | Martensdorf            | Martensdorf           |
| Haltepunkt / Haltestelle |                                                     | Stralsund Grünhufe     | Stralsund Grünhufe    |
| Bahnhof |                                                     | Stralsund Hbf          | ICE, IC               |
| Bahnhof |                                                     | Stralsund Rügendamm    | Stralsund Rügendamm   |
| Bahnhof |                                                     | Altefähr               | Altefähr              |
| Haltepunkt / Haltestelle |                                                     | Rambin (Rügen)         | Rambin (Rügen)        |
| Bahnhof |                                                     | Samtens                | Samtens               |
| Haltepunkt / Haltestelle |                                                     | Teschenhagen           | Teschenhagen          |
| Bahnhof |                                                     | Bergen auf Rügen       | ICE, IC               |
| Bahnhof |                                                     | Lietzow (Rügen)        | Lietzow (Rügen)       |
| Strecke von links · Abzweig geradeaus und nach rechts |                                                     |                        |                       |
| Bahnhof · Strecke |                                                     | Prora                  | Prora                 |
| Haltepunkt / Haltestelle · Strecke |                                                     | Prora Ost              | Prora Ost             |
| Kopfbahnhof Streckenende · Strecke |                                                     | Ostseebad Binz         | ICE, IC               |
| Bahnhof |                                                     | Sagard                 | Sagard                |
| Bahnhof |                                                     | Lancken                | Lancken               |
| Kopfbahnhof Streckenende |                                                     | Sassnitz               | Sassnitz              |

Hanse-Express ist die Marke einer Reihe von Regional-Express-Zügen der Deutschen Bahn, die Sassnitz, Binz und Bergen auf Rügen mit Rostock, Schwerin, Büchen und Hamburg verbinden. Knotenpunkte sind dabei Lietzow und Rostock, wo die Fahrgäste umsteigen müssen.
Die Verbindung Hamburg–Rostock besteht seit Dezember 2002 infolge der Verkürzung des Regional-Express-Verkehrs zwischen Kiel, Lübeck und Rostock sowie der Verlängerung der Regional-Express-Linie Hamburg–Schwerin über Bad Kleinen nach Rostock. Der Hanse-Express wurde jedoch erst 2007 eingeführt, wobei erstmals fünf statt zuvor vier Wagen eingesetzt wurden. Seit 2019 wird der Personenverkehr zwischen Rostock und Stralsund größtenteils von der Ostdeutschen Eisenbahn erbracht und somit nicht mehr als Hanse-Express vermarktet.

## Zuglauf
Als Regional-Express RE 1 von Hamburg Hauptbahnhof befährt der Zug zunächst die Berlin-Hamburger Bahn und fährt in Hagenow Land auf die Bahnstrecke Hagenow Land–Schwerin. Ab Schwerin wird die Bahnstrecke Ludwigslust–Wismar befahren, um dann in Bad Kleinen auf die Bahnstrecke Bad Kleinen–Rostock zu wechseln.
In Rostock können Anschlussreisende den zweiten Hanse-Express RE 9 besteigen, der auf den Strecken Rostock–Stralsund und Stralsund–Sassnitz nach Bergen fährt. Von Bergen besteht ganzjährig montags bis freitags und saisonal täglich eine durchgehende Verbindung nach Sassnitz. Nach demselben Schema fährt ein gesonderter Zug von Bergen auf der Bahnstrecke Lietzow–Binz in das Ostseebad Binz.
Seit dem Fahrplanwechsel 2019/2020 gehören auch die bisher von der DB Regio Schleswig-Holstein gefahrenen Verstärkerzüge zwischen Hamburg Hbf und Büchen zu den Leistungen des Hanse-Express. Im Zuge dieser Übergabe wurde der bisher nur sonntags bediente Haltepunkt Friedrichsruh ab dem 8. Dezember 2019 nicht mehr von Personenzügen bedient, da die Wagengarnituren des Hanse-Express zu lang für die vorhandenen Bahnsteige sind. Zuvor verkehrten dort sonn- und feiertags Triebwagen der Baureihe 648 zwischen Hamburg Hbf und Büchen.

## Fahrzeugmaterial

### RE 1 Hamburg–Rostock
Auf dem RE 1 Hamburg–Rostock setzt die DB Regio Nordost 5-Wagen-Garnituren ein, welche in der Regel aus Dosto07 des Herstellers Bombardier gebildet werden. Ab und zu kommen auch ältere Doppelstockwagen zum Einsatz, wie z. B. die Dosto03 des RE 5 Rostock–Berlin.
Die Wagen besitzen einen Tiefeinstieg sowie Hocheinstieg (zwei Treppen). Der Steuerwagen ist in der Regel am nördlichen Zugende. Des Weiteren reihen sich ein gemischtklassiger Wagen mit gastronomischen Angebot in Form eines Snack-Automaten und ein Wagen mit Fahrradstellplätzen ein. Als Zuglok dienen derzeit Elektrolokomotiven der Baureihe 146.3. Zuvor wurden überwiegend Elloks der Baureihe 182 oder ersatzweise Elloks der Baureihe 112 eingesetzt. Die Elloks der Baureihe 146.3 werden seit Frühling 2021 eingesetzt, ursprünglich kommen diese aus Nordrhein-Westfalen (Bw Dortmund) und waren dort auf den RE-Linien 1 und 5 unterwegs. Lok und Wagen sind im Bahnbetriebswerk Rostock beheimatet.
Ausgemustert wurde bis zum November 2020 die letzte mit Nahverkehrspaket ausgestattete Baureihe 120.2.
Von den eingesetzten Doppelstockwagen sollen 38 zwischen Januar und Herbst 2022 sukzessive modernisiert werden. Hierbei erhalten die Wagen einen aufgefrischten Innenraum, neu gestaltete Zugtoiletten sowie WLAN, über das auch ein integriertes Infoportal verfügbar sein soll.

### RE 9 Rostock–Stralsund–Sassnitz/Binz
Auf dem RE 9 wurden fünf Triebwagen der Baureihe 429 eingesetzt. Ersatzweise kamen auch Talent 2 zum Einsatz. Seit dem Fahrplanwechsel 2019/2020 verkehrte die Ostdeutsche Eisenbahn (ODEG) zunächst mit geliehenen Fahrzeugen der österreichischen Bundesbahn (ÖBB) vom Typ Siemens Desiro ML. Ab Frühjahr 2020 verkehrt die ODEG mit von Alpha Trains geleasten und extra für die Ausschreibung gebauten Siemens Desiro ML auf dieser Strecke. Einzelne Leistungen werden von Siemens Desiro HC erbracht.

## Kritik
Das Magazin „Der Fahrgast“ des Fahrgastverbandes Pro Bahn berichtete zum Jahreswechsel 2010/2011 über Kritik an überfüllten Zügen auf der Strecke Hamburg–Rostock.